# Conceição da Barra
Conceição da Barra is een gemeente in de Braziliaanse deelstaat Espírito Santo. De gemeente telt 27.059 inwoners (schatting 2009).

## Aangrenzende gemeenten
De gemeente grenst aan Pedro Canário, São Mateus, Pinheiros en Mucuri (BA).

## Verkeer en vervoer
De plaats ligt aan de noord-zuidlopende weg BR-101 tussen Touros en São José do Norte. Daarnaast ligt ze aan de weg ES-416.